# Chleuh
El pueblo chleuh, shleuh o ishelhiyen (Lenguas bereberes: ⵉⵛⵍⵃⵉⵢⵏ. Árabe: الشلوح) es un grupo étnico amazigh. La mayoría de los chleuh vive en la cordillera del Atlas (concretamente en el Alto Atlas y Anti-Atlas) de Marruecos y en el valle de Sus. La población chleuh está formada por unos 9,3 millones de personas.

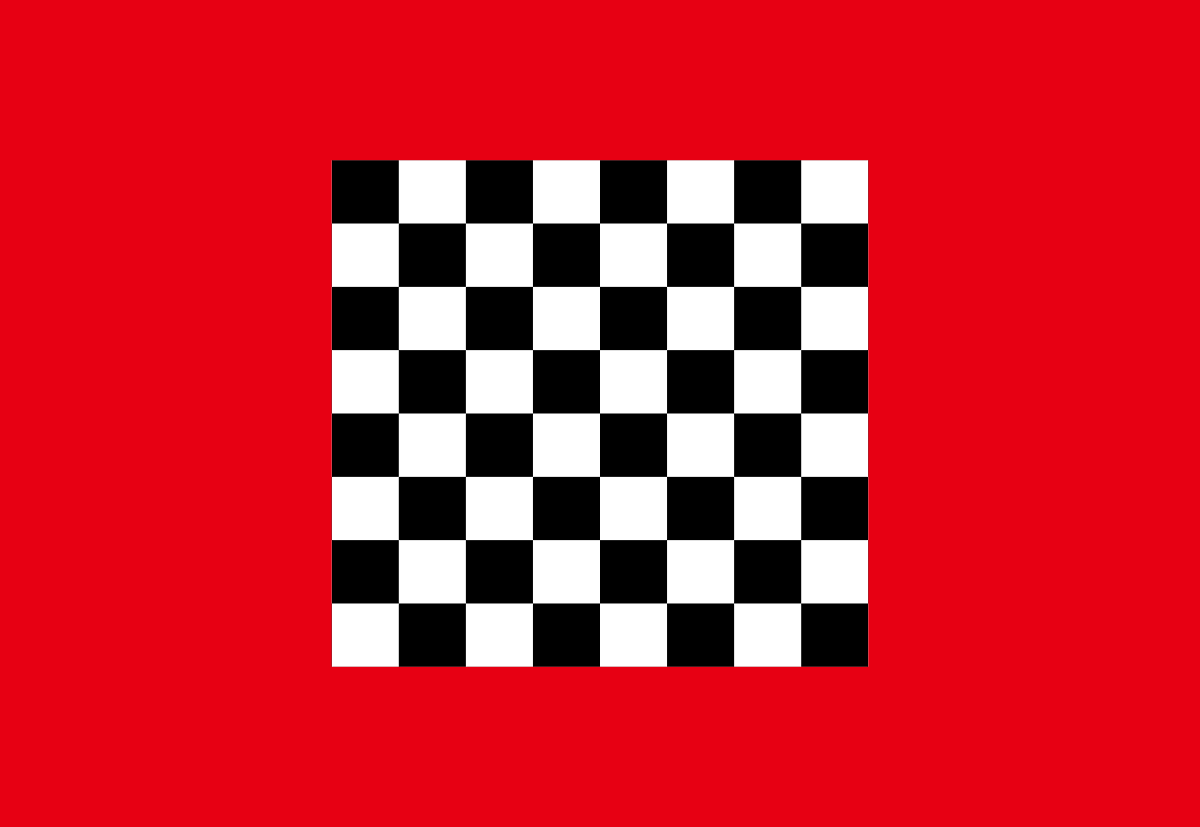
Bandera del Califato almohade

Los chleuh son una etnia de origen bereber, constituyen el más grande de los grupos étnicos bereberes y su idioma, el tachelhit o chilha es el más hablado entre las lenguas bereberes.
A través del proceso de transferencia lingüística, todavía no claro, pero que data de la época colonial francesa sobre el norte de África, chleuh se convirtió en un término peyorativo francés hacia los alemanes.

## Historia
Los chleuh descienden de los Getulos, una antigua confederación tribal bereber que habitaban la región de Getulia.[cita requerida]
El primer contacto con una civilización ajena que tuvieron los chleuh fue con los Fenicios. Con sus sucesores, el imperio Cartaginés, también mantuvieron relaciones comerciales. Tras la caída de Cartago, los bereberes de la costa norte mediterránea del Magreb fundaron las civilizaciones de Numidia y Mauretania, las cuales acabaron cayendo bajo control Romano, control que los chleuh lograron evitar.
Los chleuh mantuvieron su organización tribal hasta la llegada del Califato omeya, los cuales ya habían conquistado la totalidad del Norte de África para el año 709, el injusto trato de los dirigentes del califato hacia los nativos bereberes provocó el inicio de la Gran revuelta bereber, en la cual se expulsó al califato de la región de los actuales Marruecos y Argelia.
Tras la revuelta bereber, en Marruecos se fundaron diversos estados, destacan el estado Idrisí fundado por un refugiado árabe, Idriss I y el emirato de Syilmassa, gobernado por la dinastía midrarí. Durante los siguientes años el estado idrisí acabaría cayendo en la influencia de los fatimíes y el califato de Córdoba, mientras que Sijilmassa fue invadida por la tribu Maghrawa, vasalla de Córdoba, en el año 980.
Durante el siglo 11 se dio inicio a un movimiento religioso que cambiaría radicalmente la situación del Magreb y Al-Ándalus, se trata de los almorávides. El chleuh nacido en Tamanarte, Abdallah ibn Yasin comenzó a predicar su doctrina islámica, caracterizada por un fuerte puritanismo, y consiguió unificar las tribus Sanhaya del Sus y el Sahára, precursoras del Imperio Almorávide, el cual abarcaba desde Zaragoza al norte, hasta Audagost al sur.
Décadas después, los chleuh iniciaron otra revolución islámica, la de los almohades esta vez, se origina en el Alto Atlas, las tribus masmuda fueron lideradas por Ibn Tumárt, el cual acusó a los almorávides de herejía y tenía como objetivo derrocarlos del poder. En poco más de treinta años, los almohades lograron formar un califato que se extendía desde Santarém en Portugal, hasta Trípoli, en Libia.
Tras la caída del imperio Almohade, la dinastía Meriní, de origen zenata erigió como nueva gobernante de Marruecos, la cual colapsó tras la conquista de Ceuta a manos de Portugal. La amenaza Portuguesa llevaría a los chleuh a establecer alianza con los saadis, una influyente familia de origen jerifiano árabe, que, con la ayuda de las tribus del Sus pusieron fin a la ocupación portuguesa de las costas marroquíes.
Tras la muerte del último sultán saadi, se dio comenzó a una guerra civil, en el Sus se estableció el emirato de Tazerwalt, con capital en Illigh, que acabaría siendo conquistado por Mulay Ismail, la casa de illigh seguiría siendo una influyente familia en la región del Sus pero sin volver a enfrentar directamente a los alauitas.
Tras la muerte del sultán alauí Mulay Ismail, las tribus del entorno rural, tanto árabes como bereberes, descontentas con sus malas condiciones dentro del Marruecos gobernado por alauitas, comenzaron a rechazar la autoridad del sultán y a proclamarse como independientes, formando así la región conocida como "Bled Siba" o región de anarquía (en árabe: بلاد السيبة), las tribus pertenecientes a esta región eran completamente insumisas, se gobernaban ellas mismas y no obedecían la ley del sultán y se negaban a pagar impuestos ni tributos.
Así se mantuvo la situación hasta la llegada de los colonos franceses y españoles. El sultán Abd al-Hafid se había sometido a Francia y tras firmar el tratado de Fez de 1912 Marruecos se había convertido en un protectorado de Francia. Pero todavía quedaban aquellas tribus insumisas al sultán, y por consecuencia también a Francia, es por eso que Francia y Marruecos iniciaron una serie de campañas contra las tribus de Bled Siba.
Destaca la resistencia ejercida por las tribus, los chleuh no solo fueron los últimos en ser colonizados en Marruecos, sino que fueron los últimos en ser colonizados en toda África, finalmente la resistencia acabaría tras la batalla de Bougafer, en Jbel Saghro, capital de la tribu Aitt atta.